# Araneus hortensis
Araneus hortensis este o specie de păianjeni din genul Araneus, familia Araneidae. A fost descrisă pentru prima dată de Blackwall, 1859.
Este endemică în Madeira. Conform Catalogue of Life specia Araneus hortensis nu are subspecii cunoscute.